# 고시로 유조
고시로 유조(古代祐三, こしろゆうぞう, 1967년 12월 12일 ~ )는 일본의 게임 음악 작곡가, 게임 프로듀서이다. 칩튠과 비디오 게임 음악에 영향을 준 음악가 중 하나로 간주된다. 도쿄도 히노시 출신으로 주식회사 에인션트의 대표이사이다. 니혼 팔콤의 《드래곤 슬레이어》와 《이스》 시리즈, 세가의 《더 슈퍼 시노비》와 《베어 너클》 시리즈의 음악으로 널리 알려져 있다.

## 약력
- 8세 무렵 피아니스트인 어머니의 친구인 히사이시 조에게서 피아노를 사사받음.
- 1986년 일본 팔콤에 아르바이트로 입사, '이스' 등의 음악을 맡아 유명해진다.
- 1990년 프리랜서로 전환, 주식회사 에인션트를 설립하여 90년대 후반에는 게임 프로듀서로 활동하지만 이후 다시 음악활동에 전념한다.